# Weinheim Longhorns
Stade
Maillots
Weinheim Longhorns est un club allemand de football américain basé à Weinheim. Ce club qui évolue au Sepp-Herberger-Stadion (9000 places) fut fondé en 1990.
Les Longhorns sont promus en GFL à l'issue de la saison 2006. C'est une première pour ce club qui a enregistré une moyenne de 2745 spectateurs par match lors du championnat d'Allemagne de D2 en 2006.